# لوران بیوندی
لوران بیوندی (فرانسوی: Laurent Biondi‎؛ زادهٔ ۱۹ ژوئیهٔ ۱۹۵۹) دوچرخه‌سوار اهل فرانسه است.